# Regno di Francia (1814-1830)
La Restaurazione francese ebbe inizio quando gli alleati, dopo aver estromesso Napoleone Bonaparte dalla Francia, riportarono al trono la dinastia borbonica. Questo periodo, fino alla Monarchia di Luglio, viene anche chiamato, nella storia della Francia, Restaurazione borbonica e fu caratterizzato da un brusco conservatorismo e dal ripristino dei poteri politici della Chiesa cattolica.
La Restaurazione francese è divisa in due periodi, la prima restaurazione tra la prima abdicazione di Napoleone ed i Cento giorni (1814-1815) e la seconda restaurazione tra la seconda abdicazione di Napoleone e la Rivoluzione di luglio (1815-1830). Come bandiera venne adottato un drappo bianco, simbolo borbonico della città di Parigi, talvolta con lo stemma dei Borbone-Francia, in luogo della bandiera con i gigli reali in uso nel vecchio Regno di Francia e Navarra, che fu usata principalmente come stendardo reale.

## Luigi XVIII (1814-1824)

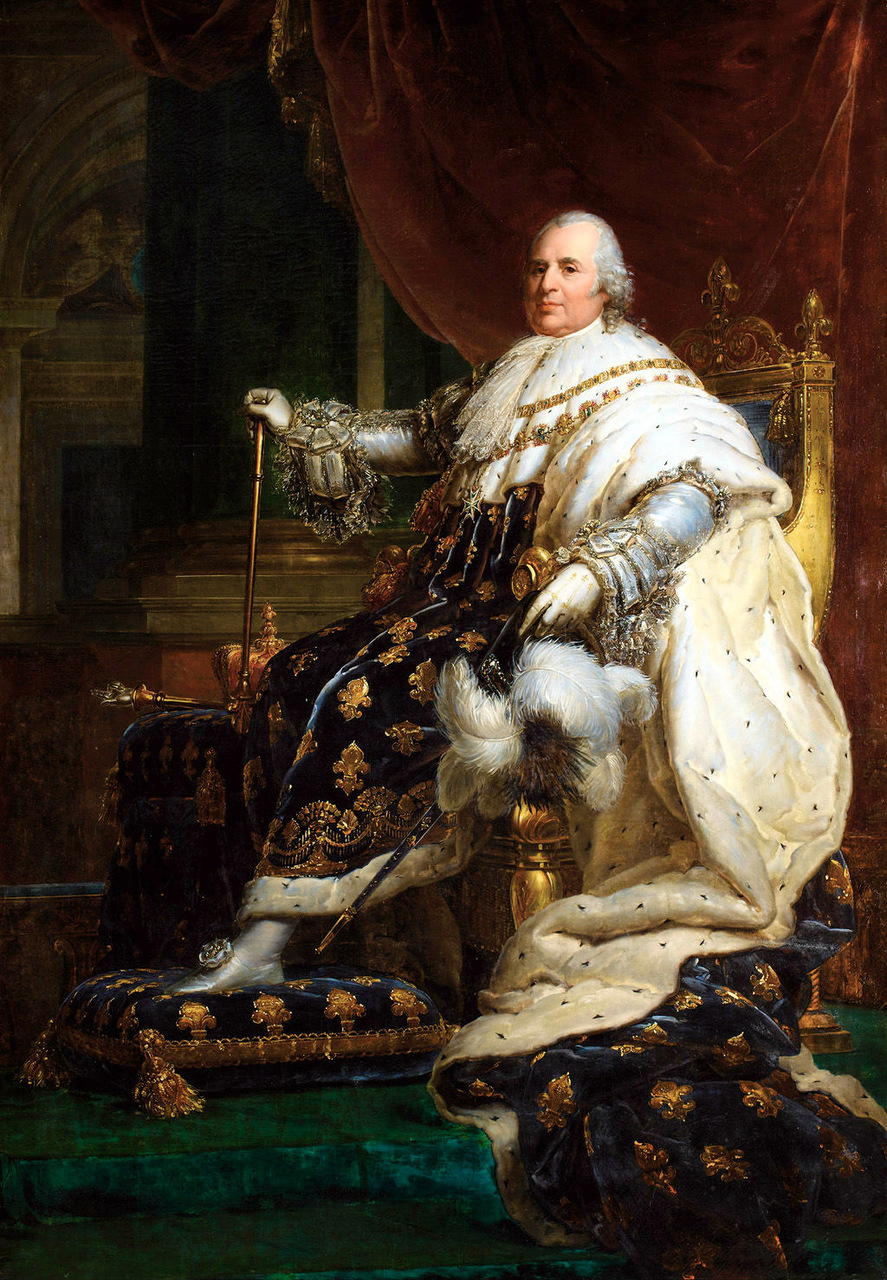
Luigi XVIII.

Il ritorno al trono di Luigi XVIII nel 1814 venne realizzato grazie all'aiuto di Talleyrand, ex ministro degli esteri di Napoleone Bonaparte, il quale convinse gli alleati a restaurare la monarchia borbonica. Luigi, tuttavia, fu obbligato a concedere una costituzione scritta, la Carta del 1814, nella quale veniva garantito un sistema legislativo bicamerale, costituito da una camera dei Pari ereditaria ed una camera dei deputati elettiva. Il suffragio veniva limitato agli uomini con considerevoli proprietà. Ciononostante, la maggior parte delle riforme amministrative, economiche e legali del periodo rivoluzionario, tra cui il codice napoleonico e la suddivisione amministrativa periferica, rimasero intatte. Le relazioni tra la Chiesa e lo Stato rimasero quelle regolate dal concordato del 1801.
Dopo un primo rigoglio di popolarità, le intenzioni di Luigi di rovesciare le conseguenze della rivoluzione gli fecero perdere velocemente il pubblico consenso della maggioranza della popolazione. Dopo un anno di regno fuggì verso Gand, alla notizia del ritorno trionfante di Napoleone, ma ritornò subito dopo la battaglia di Waterloo, che mise fine ai Cento giorni di regno napoleonico. Questa seconda restaurazione vide le atrocità del Terrore bianco, soprattutto nel sud, dove molti simpatizzanti monarchici uccisero chi aveva facilitato il ritorno di Napoleone. Sebbene il re e i suoi ministri fossero contrari a queste violenze, furono poco attivi per fermarle.
I primi ministri di Luigi furono inizialmente dei moderati, tra cui Talleyrand, il duca di Richelieu ed Élie Decazes. La Chambre introuvable eletta nel 1815, che era dominata dai monarchici, venne sciolta da Richelieu. Le elezioni del 1816 portarono ad una maggioranza più liberale. Nello stesso anno venne riproposto il divieto di divorzio. Intanto, anche i liberali stavano diventando meno malleabili, cosicché, nel 1820, avvenne la caduta di Decazes ed il trionfo dei monarchici reazionari. Dopo un intervallo in cui Richelieu tornò al potere tra il 1820 e il 1821, venne formato un nuovo ministero di soli reazionari, con a capo il conte de Villèle. Tuttavia, anche Villèle incontrò grandi difficoltà e, fino a quando Luigi XVIII restò in vita, le politiche di stampo reazionario vennero ridotte al minimo.
Luigi XVIII morì il 16 settembre 1824 e suo successore al trono fu il fratello minore Carlo, conte di Artois, il quale prese il nome di re Carlo X.

## Carlo X (1824-1830)

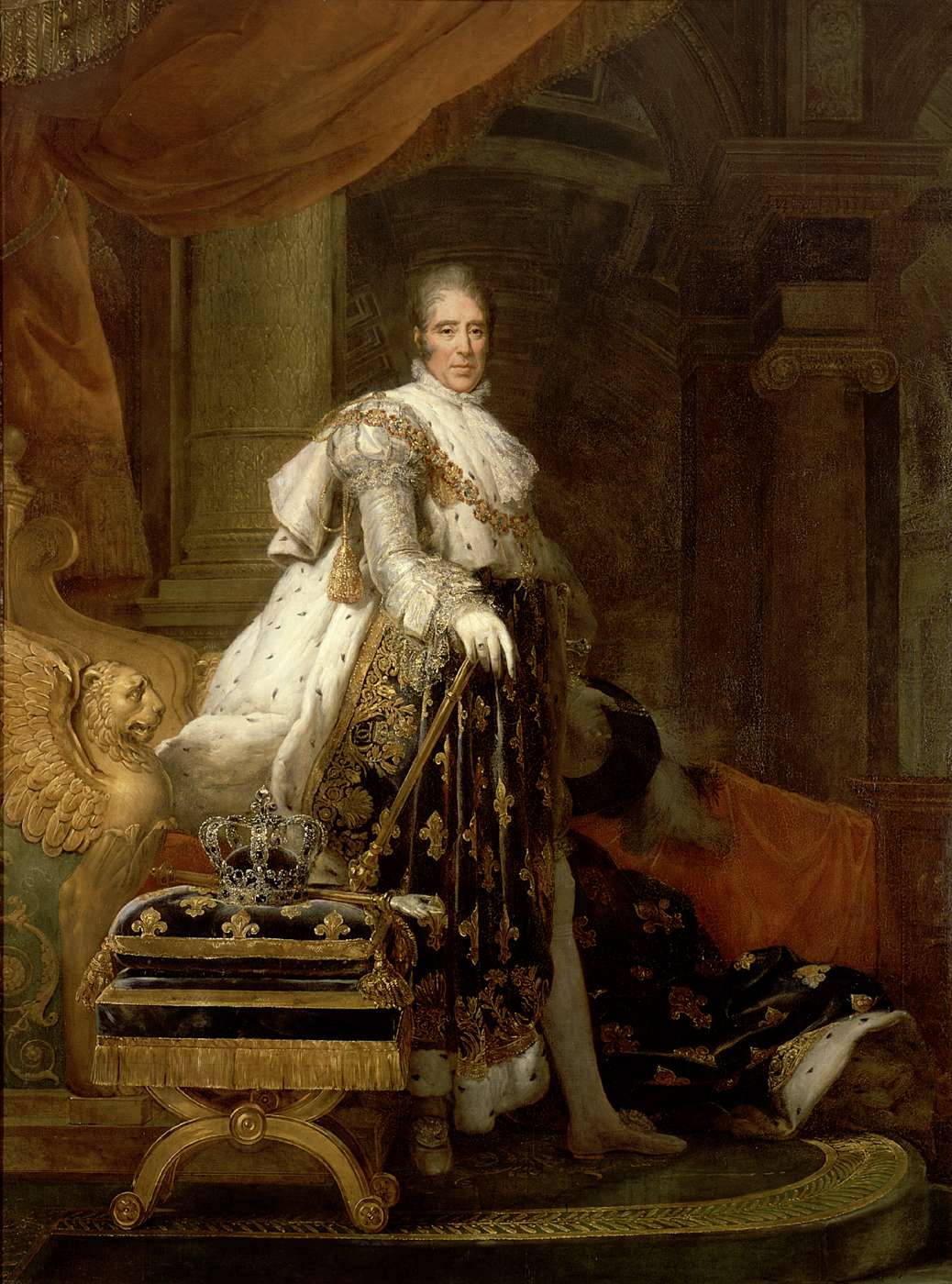
Carlo X.

Durante il regno del fratello, il conte di Artois capeggiò l'opposizione reazionaria, che arrivò al potere dopo il drammatico assassinio del duca di Berry con il ministro Villèle, il quale restò in carica anche dopo l'ascesa al trono di Carlo X. Il nuovo re non si riprese mai dalla perdita del figlio. Nel febbraio del 1825 il governo di Villèle votò una legge antisacrilega, con la quale veniva punito con la morte chiunque rubasse le ostie consacrate. La legge sul sacrilegio non fu comunque mai applicata e fece una sola vittima.
Il governo Villèle si dimise nel 1827 sotto la pressione della stampa liberale, tra cui il Journal des débats, che ospitava gli articoli di Chateaubriand. Il successore di Villèle, il visconte di Martignac, tentò di percorrere una via più moderata, ma nel 1829 Carlo incaricò Jules de Polignac, nipote di Louise de Polastron, un ultra-reazionario, come capo del governo. Polignac diede l'impulso alla colonizzazione francese in Algeria. La dissoluzione della camera dei deputati, con le sue ordinanze di luglio, per mezzo delle quali veniva instaurato un rigido controllo sulla stampa e la restrizione del suffragio, portarono alla cosiddetta Rivoluzione di luglio del 1830. Polignac cercò fortemente l'appoggio dell'aristocrazia, della Chiesa cattolica e dei contadini, ma fu molto impopolare presso le classi operaie delle nascenti industrie e della borghesia liberale.
Carlo abdicò in favore di suo nipote, il conte di Chambord, ed emigrò nel Regno Unito. Tuttavia, la camera dei deputati, in maggioranza formata da borghesi liberali, rifiutò di confermare re, con il nome di Enrico V, il conte di Chambord. In un voto, largamente boicottato dai conservatori, dichiarava il trono francese vacante, portando così al potere Luigi Filippo d'Orlèans.

## La fine della Restaurazione (1827-1830)

Il principale stendardo reale di Francia utilizzato durante il regno in presenza del sovrano, accanto ad altre bandiere bianche e all'orifiamma.

C'è ancora un considerevole dibattito tra gli storici sulla causa della caduta di Carlo X. Ciò che generalmente viene accettato è che tra il 1820 e il 1830 la recessione economica e la crescita dell'opposizione liberale fecero in modo di abbattere il regime conservatore dei Borbone.
Tra il 1827 e il 1830, la Francia dovette far fronte a una crisi economica, forse anche peggiore di quella che causò la rivoluzione qualche decennio prima. Una serie di cattivi raccolti fecero salire il prezzo del grano e, per rispondere alla crisi, i contadini francesi chiedevano l'abbassamento delle tariffe sul grano, in modo da migliorare la loro situazione economica. Tuttavia, Carlo X, sottomettendosi alle pressioni dei ricchi proprietari terrieri, lasciò le tariffe invariate. Già in precedenza, Luigi XVIII, dopo il famoso anno senza estate (1816) e la conseguente carestia, aveva diminuito le tariffe, ma ciò, per contro, gli aveva attirato le ire dei proprietari terrieri, tradizionale base d'appoggio dei Borbone.
Allo stesso tempo, pressioni internazionali, combinate assieme a un indebolimento delle province, portarono a una decrescita economica nei centri urbani. Mentre l'economia francese stava subendo la crisi, una serie di elezioni portò a rafforzare il blocco liberale. Infatti, da 17 deputati del 1824, i liberali passarono a 180 nel 1827 e 274 nel 1830. La maggioranza liberale vide aumentare il potere grazie anche all'insoddisfazione verso le politiche del centrista Martignac e del reazionario Polignac. I liberali chiedevano l'estensione del suffragio e l'adozione di politiche economiche più liberali. Inoltre, richiedevano il diritto di nominare il primo ministro.
L'incremento del "blocco liberale" nella Camera dei deputati corrispose alla crescita esponenziale della stampa liberale. Concentrata soprattutto a Parigi, la stampa liberale forniva un punto di vista diverso dai servizi giornalistici conservatori. La stampa liberale divenne importante nelle opinioni politiche del pubblico parigino, che può essere vista come un punto di incontro tra la borghesia liberale e i ceti più poveri.
Quindi nel 1830, il governo di Carlo X si trovava in difficoltà su diversi fronti. La maggioranza liberale non aveva intenzione di finanziare la politica aggressiva di Polignac. Il rafforzamento della stampa liberale parigina fu pertanto la causa di un cambiamento delle opinioni politiche in senso più progressista, cosicché la base di potere di Carlo X diventò sempre più ridotta.

## Le quattro ordinanze
Teoricamente, con l'adozione della carta del 1814, la Francia diventava una monarchia costituzionale. Sebbene al re venissero ancora attribuiti molti poteri, il sovrano fu più volte riluttante a far passare alcuni decreti. La Carta fissava anche il metodo di elezione dei deputati e i diritti del blocco di maggioranza. Tuttavia Carlo X nel 1830 si trovò di fronte al problema di non poter preservare le sue politiche con una maggioranza in seno alla Camera dei deputati senza oltrepassare i suoi poteri costituzionali. Venne pertanto richiesta un'azione risolutiva. Nel marzo 1830 venivano posti in atto dei decreti con i quali veniva fortemente alterata la carta del 1814. Questi decreti sono conosciuti come le Quattro ordinanze, esse comprendevano:
- dissoluzione della Camera dei deputati;
- restrizione della libertà di stampa;
- restrizione del suffragio ai francesi facoltosi;
- nuove elezioni immediate basate sul nuovo suffragio.

Il 10 luglio 1830, poco prima che il re facesse le sue dichiarazioni, un gruppo di giornalisti liberali e ricchi editori, con a capo Adolphe Thiers, si incontrarono a Parigi per decidere su una strategia per contrapporsi a Carlo X. Venne così deciso che (tre settimane prima della rivoluzione), quando Carlo avesse fatto il suo proclama, l'establishment giornalistico avrebbe pubblicato dei commenti velenosi sulle politiche del monarca nel tentativo di mobilitare le masse. Così quando Carlo X fece le sue dichiarazioni il 25 luglio 1830, la stampa liberale si mobilitò, con la pubblicazione di articoli e lamentele nelle quali veniva descritto il dispotismo dell'azione del re.
Anche il popolo di Parigi iniziò ad insorgere, guidato da fervore patriottico. Vennero innalzate barricate. Vennero attaccate le infrastrutture di Carlo X. In pochi giorni, la situazione degenerò e il re non fu più in grado di controllarla. Poiché la corona si mosse per far sospendere la stampa liberale, il popolo parigino difese strenuamente queste pubblicazioni e, non solo, anche attaccando la stampa favorevole ai Borbone e paralizzando l'apparato coercitivo. Scorgendo l'opportunità, i liberali iniziavano a proporre risoluzioni nella Camera dei deputati.
Il re abdicò il 2 agosto. Venti minuti dopo l'abdicazione, anche il figlio di Carlo, il duca di Angouleme, abdicò. La corona quindi doveva passare al nipote di Carlo X, ossia al minorenne Enrico V, ma la Camera dei deputati dichiarò il trono vacante il 7 agosto ed elevò Luigi Filippo di Borbone-Orléans, il reggente designato, al potere il 9 agosto, cosicché iniziò il periodo chiamato "monarchia di luglio", mentre i Borbone-Francia partivano nuovamente per l'esilio.

## Luigi-Filippo e la Casa di Orléans
Luigi Filippo ascese al trono con la Rivoluzione di luglio del 1830, tuttavia non diventò "re di Francia", bensì "re dei francesi", cosicché venne marcato il concetto di sovranità nazionale e abbattuto, almeno in parte, il concetto legittimista, di sovranità per volere divino. Nel 1848 venne esautorato anche Luigi Filippo. Si formò così la seconda repubblica francese, dopo l'elezione come presidente, di Luigi Napoleone Bonaparte.

## Partiti politici della Restaurazione

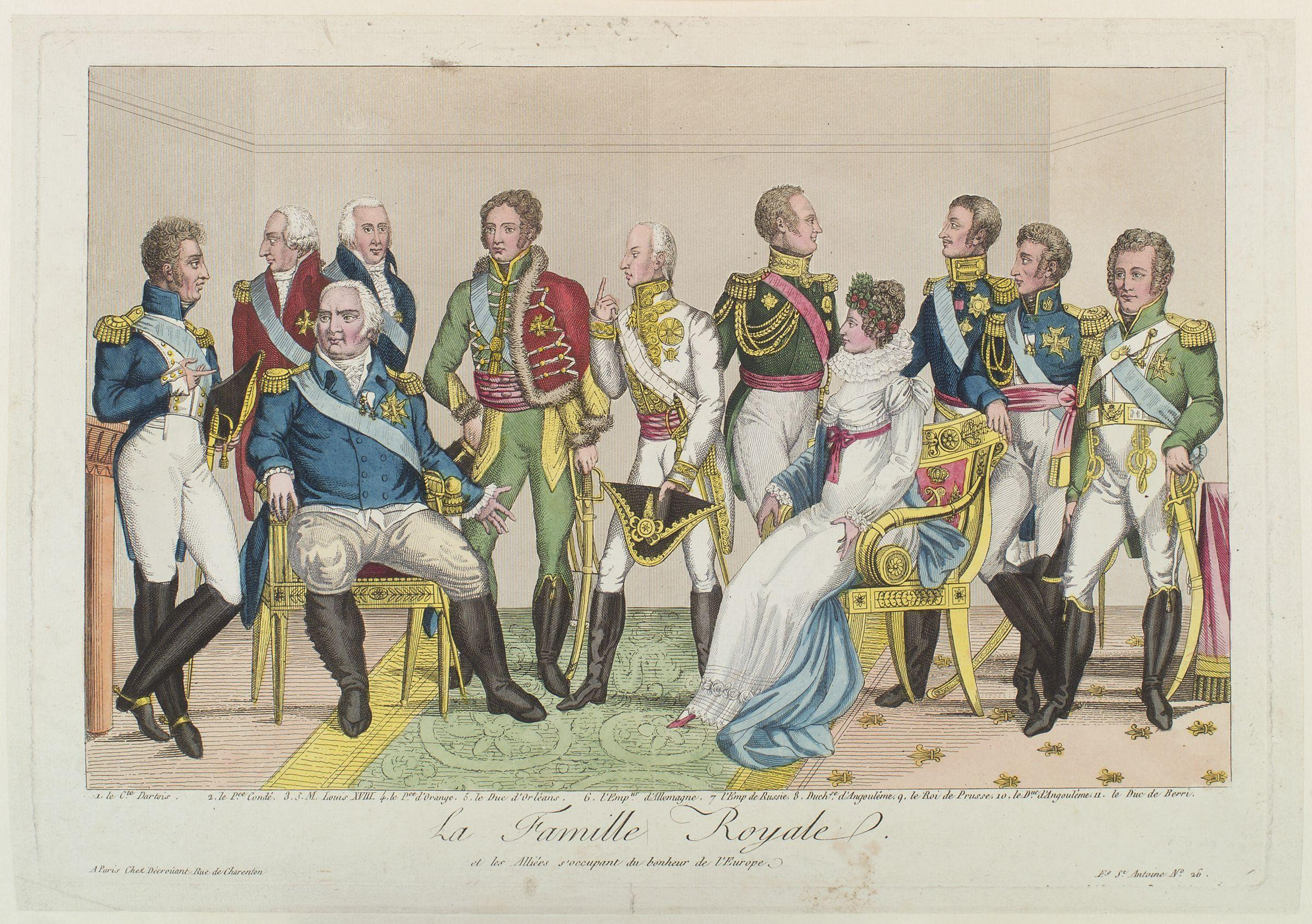
Acquaforte popolare colorata, tendente alla caricatura: «La famiglia reale e gli alleati riguardo alla felicità dell'Europa»

Durante la Restaurazione i partiti politici videro sostanziali cambiamenti di allineamento. La Camera dei deputati oscillava tra la fase monarchico-reazionaria e la fase liberal-progressista. Gli oppositori alla monarchia erano assenti dalla scena politica dopo la repressione del "Secondo Terrore bianco".
Tutti i partiti erano timorosi della gente comune, tanto che Adolphe Thiers ne riferì come "la moltitudine a buon mercato". La visione politica si fermava a favorire i ceti dominanti. I cambiamenti politici all'interno della Camera dei deputati erano dovuti all'abuso delle maggioranze o a eventi critici.
Le discussioni politiche riguardavano soprattutto la lotta tra potenti, invece di una più nobile contrapposizione fra tirannia e difesa degli interessi del popolo. Sebbene molti deputati rivendicassero la difesa degli interessi del popolo, molti di loro avevano paura non solo della gente comune, delle innovazioni e del socialismo, ma anche di estendere il diritto di voto.

### I principali gruppi politici della Restaurazione in Francia

#### Costituzionali
I Constitutionnels, erano socialmente legati al ceto medio-alto: avvocati, ufficiali in epoca napoleonica, accademici, ex bonapartisti moderati, legittimisti pro-costituzione. Essi temevano sia il ritorno dell'aristocrazia sia il trionfo della democrazia. Accettarono la carta del 1814 perché da un lato dava un minimo di garanzie civili, dall'altro ergeva una barriera alle grandi masse, considerate incapaci di affrontare la cosa pubblica. Personalità importanti furono Pierre-Paul Royer-Collard, François Guizot e il conte di Serre. I loro giornali erano Le Courrier Français e il Le Censeur. Maggior gruppo politico assieme a reazionari e dottrinari.

#### Dottrinari
I Doctrinaires erano liberali, eredi dei girondini, che promossero un ritorno a una monarchia moderata, e all'inizio della Restaurazione si opponevano ai reazionari. Tra essi Alphonse de Lamartine e François-René de Chateaubriand dal 1824. Nel 1830 molti si schierarono con l'orleanismo. Uno dei tre gruppi maggioritari assieme ai costituzionali e ai reazionari.

#### Indipendenti
Gli Independents rappresentavano le istanze della classe medio-bassa: dottori, avvocati, piccola borghesia e commercianti, bonapartisti più convinti. Essi rifiutavano la carta del 1814, poiché la consideravano troppo conservatrice. Rigettavano anche i trattati del 1815, la bandiera bianca borbonica e la preminenza del clero e della nobiltà. Importanti personalità erano monarchici parlamentari come Benjamin Constant, ufficiali dell'Impero francese come il generale Foy, avvocati repubblicani come Jacques Antoine Manuel e La Fayette, l'"eroe dei due mondi", o François-René de Chateaubriand tra il 1814 e 1816. I loro giornali di riferimento erano La Minerve, Le Constitutionnel e Le Globe.

#### Monarchici liberali
I monarchici liberali, i quali volevano abbassare le tasse per aiutare le classi medie, sostenitori della Carta del 1814 e della monarchia costituzionale legittimista.

#### Repubblicani
I repubblicani erano collocati all'estrema sinistra nello spettro politico della restaurazione francese. Benché appartenenti al ceto medio, si rivolgevano al mondo dei lavoratori: questi, non erano rappresentati e le loro dimostrazioni venivano represse ferocemente, causando solo il rafforzamento del parlamentarismo, ma non un'evoluzione democratica. Per alcuni, come Blanqui, la rivoluzione sembrava l'unica soluzione. Eredi principalmente dei Montagnardi, tra essi vi era lo storico giacobino del 1793 abbé Henri Gregoire. Essi volevano il ritorno della repubblica eliminata nel 1804. Dal 1830, dopo la seconda rivoluzione nella monarchia di luglio rappresentarono i repubblicani radicali.

#### Reazionari
I monarchici reazionari o ultrarealisti volevano il ritorno dell'antico regime com'era prima del 1789. Erano anti-repubblicani, anti-democratici e predicavano il "governo dall'alto" (diritto divino dei re). Fedeli soprattutto alle posizioni del conte d'Artois, poi Carlo X, tolleravano solo il voto censuario, ristretto a ricchi contribuenti. Erano interessati di preservare l'aristocrazia e di promuovere l'assolutismo. Pensavano che la Carta del 1814 fosse troppo rivoluzionaria. I reazionari, in sintesi, auspicavano il ritorno della monarchia assoluta, il potere della Chiesa e il ripristino dei privilegi ai nobili. Teorici di rilievo del movimento reazionario furono Louis de Bonald e Joseph de Maistre. I loro capi parlamentari erano il barone di Vitrolles, Villèle, Chateaubriand tra il 1820 e il 1824, e nel 1829 Jules de Polignac. Le loro pubblicazioni di riferimento erano La Quotidienne e La Gazette. Maggior gruppo assieme ai costituzionali e dottrinari.

## Bandiere del Regno di Francia sotto la Restaurazione

Bandiera nazionale bianca del Regno (in assenza del re).
Bandiera bianca del Regno (variante, in presenza del re).
Bandiera bianca nazionale del Regno[1] e stendardo della famiglia reale.[2]
Bandiera navale (in assenza del re o dei principi).
Bandiera bianca con i gigli usata da Carlo X nel 1825 per l'entrata a Parigi dopo l'incoronazione.
Altra versione della bandiera dell'incoronazione di Carlo X.